# Chuncheon Dam Sam
Chuncheon Dam Sam (koreanska: 춘천댐삼, 춘천댐3) är en dammbyggnad i Sydkorea.   Den ligger i provinsen Gangwon, i den norra delen av landet, 80 km nordost om huvudstaden Seoul. Chuncheon Dam Sam ligger 82 meter över havet.
Terrängen runt Chuncheon Dam Sam är huvudsakligen kuperad, men åt sydost är den platt. Chuncheon Dam Sam ligger nere i en dal. Runt Chuncheon Dam Sam är det ganska tätbefolkat, med 230 invånare per kvadratkilometer. Närmaste större samhälle är Chuncheon, 11,9 km sydost om Chuncheon Dam Sam. I omgivningarna runt Chuncheon Dam Sam växer i huvudsak blandskog.